# 272-й истребительный авиационный полк (7 сад)
Не следует путать с 272-м истребительным авиационным полком 73-й смешанной авиационной дивизии
272-й истребительный авиационный полк — воинское подразделение Вооружённых Сил СССР в Великой Отечественной войне.

## История
Полк сформирован в сентябре 1941 года, был вооружён самолётами ЛаГГ-3.
В составе действующей армии с 16 сентября 1941 по 20 ноября 1941 и с 4 июня 1942 по 18 марта 1944 года.
Боевые действия начал 16 сентября 1941 года в составе 6-й смешанной авиационной дивизии на Северо-Западном фронте, но вскоре был переведён в 4-ю смешанную авиационную дивизию, в октябре 1941 года — в 7-ю смешанную авиационную дивизию. 20 ноября 1941 года убыл на переформирование.
С 4 июня 1942 года вновь ведёт бои. В июне-июле 1942 года базируется в Мещовском районе тогда Смоленской области (аэродром Умиленка). Ведёт боевые действия в Смоленской области до 1944 года. Летом 1943 года перевооружён самолётами Ла-5, действует, в частности, в районе Духовщины. В декабре 1943 года передал много лётчиков и самолётов в 49-й истребительный авиационный полк.
В марте 1944 года, по-видимому убыл на переформирование, больше в боевых действиях участия не принимал, в 1945 году входил в состав ВВС Белорусско-Литовского военного округа.
Полк 15 апреля 1947 года расформирован в 303-й иад 1-й ВА на аэродроме Кобрин, летно-технический состав и матчасть переданы в полки дивизии.

## Полное наименование
- 272-й истребительный авиационный полк

## Подчинение
| Дата            | Фронт (округ)         | Армия               | Корпус | Дивизия                                  | Примечания                     |
| --------------- | --------------------- | ------------------- | ------ | ---------------------------------------- | ------------------------------ |
| 01.10.1941 года | Северо-Западный фронт | 27-я армия          | -      | 4-я смешанная авиационная дивизия        | -                              |
| 01.11.1941 года | Северо-Западный фронт | -                   | -      | 7-я смешанная авиационная дивизия        | -                              |
| 01.12.1941 года | -                     | -                   | -      | -                                        | переформировывался, данных нет |
| 01.01.1942 года | -                     | -                   | -      | -                                        | переформировывался, данных нет |
| 01.02.1942 года | -                     | -                   | -      | -                                        | переформировывался, данных нет |
| 01.03.1942 года | -                     | -                   | -      | -                                        | переформировывался, данных нет |
| 01.04.1942 года | -                     | -                   | -      | -                                        | переформировывался, данных нет |
| 01.05.1942 года | -                     | -                   | -      | -                                        | переформировывался, данных нет |
| 01.06.1942 года | Резерв Ставки ВГК     | -                   | -      | -                                        | -                              |
| 01.07.1942 года | Западный фронт        | 1-я воздушная армия | -      | 203-я истребительная авиационная дивизия | -                              |
| 01.08.1942 года | Западный фронт        | 1-я воздушная армия | -      | 203-я истребительная авиационная дивизия | -                              |
| 01.09.1942 года | Западный фронт        | 1-я воздушная армия | -      | 203-я истребительная авиационная дивизия | -                              |
| 01.10.1942 года | Западный фронт        | 1-я воздушная армия | -      | 203-я истребительная авиационная дивизия | -                              |
| 01.11.1942 года | Западный фронт        | 1-я воздушная армия | -      | 203-я истребительная авиационная дивизия | -                              |
| 01.12.1942 года | Западный фронт        | 1-я воздушная армия | -      | 203-я истребительная авиационная дивизия | -                              |
| 01.01.1943 года | Западный фронт        | 1-я воздушная армия | -      | 203-я истребительная авиационная дивизия | -                              |
| 01.02.1943 года | Западный фронт        | 1-я воздушная армия | -      | 203-я истребительная авиационная дивизия | -                              |
| 01.03.1943 года | Западный фронт        | 1-я воздушная армия | -      | 309-я истребительная авиационная дивизия | -                              |
| 01.04.1943 года | Западный фронт        | 1-я воздушная армия | -      | 309-я истребительная авиационная дивизия | -                              |
| 01.05.1943 года | Западный фронт        | 1-я воздушная армия | -      | 309-я истребительная авиационная дивизия | -                              |
| 01.06.1943 года | Западный фронт        | 1-я воздушная армия | -      | 309-я истребительная авиационная дивизия | -                              |
| 01.07.1943 года | Западный фронт        | 1-я воздушная армия | -      | 309-я истребительная авиационная дивизия | -                              |
| 01.08.1943 года | Западный фронт        | 1-я воздушная армия | -      | 309-я истребительная авиационная дивизия | -                              |
| 01.09.1943 года | Западный фронт        | 1-я воздушная армия | -      | 309-я истребительная авиационная дивизия | -                              |
| 01.10.1943 года | Западный фронт        | 1-я воздушная армия | -      | 309-я истребительная авиационная дивизия | -                              |
| 01.11.1943 года | Западный фронт        | 1-я воздушная армия | -      | 309-я истребительная авиационная дивизия | -                              |
| 01.12.1943 года | Западный фронт        | 1-я воздушная армия | -      | 309-я истребительная авиационная дивизия | -                              |
| 01.01.1944 года | Западный фронт        | 1-я воздушная армия | -      | 309-я истребительная авиационная дивизия | -                              |
| 01.02.1944 года | Западный фронт        | 1-я воздушная армия | -      | 309-я истребительная авиационная дивизия | -                              |
| 01.03.1944 года | Западный фронт        | 1-я воздушная армия | -      | 309-я истребительная авиационная дивизия | -                              |

## Командиры
- майор Михаил Иванович Предков, 22.08.1941 — 06.11.1943. За этот период совершил 80 боевых вылетов и лично сбил 6 самолётов противника и 1 в группе.
- майор Василий Алексеевич Курочкин, 11.1943 — 20.12.1943
- полковник Пётр Фёдорович Шевцов, 26.12.1943 — 17.01.1944 (погиб)[5]
- гвардии майор Зверев Е. А., 1945[6]

## Отличившиеся воины полка
| Награда | Ф.И.О.                         | Должность                        | Звание            | Дата награждения | Данные о вылетах | Примечания                              |
| ------- | ------------------------------ | -------------------------------- | ----------------- | ---------------- | --- | --------------------------------------- |
|         | Грачёв, Анатолий Александрович | заместитель командира эскадрильи | старший лейтенант | 04.02.1943       | к моменту представления (сентябрь 1943) 210 боевых вылетов, 54 воздушных боя, 16 лично сбитых самолётов и 6 в группе. | на момент награждения воевал в 49-м иап |